# Publi Servili Prisc (cònsol 463 aC)
Publi Servili Prisc (en llatí: Publius Servilius Sp. f. P. n. Priscus) va ser un magistrat romà del segle v aC. Era fill d'Espuri Servili Estructe i formava part de la gens Servília, de la família dels Servili Prisc.
Va ser elegit cònsol l'any 463 aC juntament amb Luci Ebuci Helva. Va morir mentre exercia el càrrec a causa de la gran pesta que va arrasar Roma aquell any i que va causar un gran nombre de morts entre la població. El seu col·lega Ebuci Helva havia mort una mica abans que ell. Es va nomenar interrex per a elegir nous cònsols a Publi Valeri Publícola.